# Tall Abd al-Aziz
Tall Abd al-Aziz (arab. تل عبد العزيز) – wieś w Syrii, w muhafazie Hama. W 2004 roku liczyła 542 mieszkańców.